# Monika Lehmann-Wirth
Monika Lehmann-Wirth (* 1959) ist eine Schweizer Politikerin (CVP, heute Die Mitte) und Erziehungswissenschaftlerin. Von 2004 bis 2019 war sie Kantonsrätin des Kantons St. Gallen.

## Leben
Monika Lehmann-Wirth hat am Kindergärtnerinnenseminar St. Gallen eine Ausbildung als diplomierte Lehrerin der Vorschulstufe gemacht. Durch ein Zusatzstudium an der Pädagogischen Hochschule St. Gallen hat sie diese Ausbildung auf Bachelorgrad angehoben. Von 2012 bis 2014 absolviert sie einen Master of Arts Early Childhood Studies an den Pädagogischen Hochschulen Weingarten und St. Gallen und verfasste ihre Masterarbeit zum Thema "Computer und ICT im Kindergarten". Heute ist sie Lehrbeauftragte Medien und Informatik an der Pädagogischen Hochschule Thurgau und unterrichtet Mediendidaktik Vorschulstufe. Ausserdem ist sie an der Pädagogischen Hochschule Schaffhausen tätig und arbeitet teilzeit als Kindergärtnerin. Monika Lehmann-Wirth ist Präsidentin des Vereins Begegnung plus und war während 12 Jahren Vizepräsidentin des Stiftungsrates Frauenhaus St. Gallen sowie während 8 Jahren Mitglied des Kirchenverwaltungsrats Rorschach. Sie ist verheiratet, hat drei erwachsene Kinder und lebt in Rorschacherberg.

## Politik
Monika Lehmann-Wirth war von 2001 bis 2012 Gemeinderätin (Vizepräsidentin von 2009 bis 2012) in Rorschacherberg. Im Jahr 2004 wurde in den Kantonsrat St. Gallen gewählt. Dort war sie von 2015 bis 2019 Mitglied der Staatswirtschaftlichen Kommission sowie von 2008 bis 2014 Mitglied der Kommission für Aussenbeziehungen. Sie war ausserdem Mitglied in einer Vielzahl von vorberatenden Kommissionen und präsidierte vier davon. Von 2008 bis 2014 hatte sie Einsitz in die Parlamentarier-Konferenz Bodensee. Zusätzlich engagierte sich in diversen Interessengruppen des Kantonsrates. Im Januar 2019 gab sie ihren Rücktritt auf Ende der Februarsession des Kantonsrats St. Gallen bekannt.